# コア部隊
コア部隊（コアぶたい）とは、広域には陸上自衛隊の即応予備自衛官を主体とする部隊である。即応予備自衛官制度が発足するまでは陸上自衛隊の部隊編成上、教育訓練を主体とする部隊（特定部隊）の事を指し、各連隊や大隊等に新隊員等教育を担当する教育隊を位置づける観点から編成されていた。コアの意であるが、師団・旅団（作戦基本部隊）の主戦力を意味するものではなく、平時は指揮官および幕僚機能といった、運用上最小限の組織（すなわち「核」）を有する部隊のことである。コア部隊の2割が常備自衛官で残りの8割が教育を受ける隊員・即応予備自衛官で構成される。

## 概要

### コア化大隊・中隊
陸上自衛隊発足初期の普通科は当初、3個大隊基幹で普通科連隊を編成していたが、分割され1個連隊を4個の普通科中隊と1個の重迫撃砲中隊から構成する改編が行われた。この際、多くの中隊において人員充足率が低下したことから1個中隊を通常時は教育を主体に行う教育中隊（コア化中隊）として編成し、その人員を残り3個普通科中隊へ配置させる事で部隊運用のバランスを維持していた。
1980年代後半からのバブル好景気においては陸上自衛隊へ入隊する新隊員が激減し部隊運用に支障が生じてきたことから、大規模なコア化改編がなされ、第4中隊を教育中隊へ特化（特科連隊においては第4大隊など、末番ナンバーの部隊が該当）することで各部隊の充足を図る策が採られた。
2000年代に入り不況の影響から自衛隊志願者が増大すると、今度は既存の中隊では充足率が高まり新規配属や教育訓練での受け入れが困難な事態が生じたことからコア化部隊は順次整理されていった。2018年（平成30年）現在、新入隊員の基本教育は原則として方面混成団隷下の教育大隊が担任している（教育大隊の許容量を超える場合に限り連隊等に臨時編成される教育隊が担当）。

### 即応予備自衛官によるコア部隊
有事に招集される即応予備自衛官を配置する部隊であり、幾つかの師団・旅団では隷下の普通科連隊から1個連隊をコア化、同じ師団・旅団の各職種部隊と協同し（普通科連隊以外にも即応予備自衛官が在籍する部隊がある）、現役隊員からなる部隊と共に第一線の任務に就くことを目的として改編・新設された。
基本的な作戦単位となる師団・旅団において、小規模の教育部隊を多数設置・維持することは運用面・管理面から支障があった。そこで以前から新入隊員（2等陸士での通年採用、現在の自衛官候補生）の共通教育や予備自衛官補の教育、陸曹候補生への初等陸曹教育を担当してきた教育団や教育連隊を方面混成団へ改編した際、師団・旅団のコア普通科連隊をこの隷下とすることで運用面での効率化・合理化を図ることになった。
この施策に伴い、即応予備自衛官の定員は2004年（平成16年）度に9,000名、2005年（平成17年）度には15,000名へ拡充された。しかし、2006年（平成18年）度防衛大綱においては7,000名に削減される事となった。更に2017年（平成29年）度末までに6個師団（第1・第4・第6・第7・第8・第10）および3個旅団（第5・第12・第13）隷下のコア部隊を廃止した。
なお、2012年（平成24年）9月に防衛省が公開した「平成25年度防衛予算の概算要求」によると、即応予備自衛官の定員は2013年（平成25年）度末には7,337名（前・2012年（平成24年）度末の8,175名と比較し798名減）にまで削減されることとなっていたが、自由民主党の政権復帰を経て新たに示された概算要求資料において2012年（平成24年）度末定数が維持されることとなった。但し、第7・第10師団の即応近代化改編はこの概算要求資料にも引き継がれ2013年（平成25年）度末改編において実行された。

## 即応予備自衛官を主力とする部隊
連隊全部がコア部隊である連隊としては次のものがある。部隊名が太字のものは過去にコア連隊として運用されていた部隊であることを示す。
- 第73戦車連隊（南恵庭駐屯地）第7師団：2000年（平成12年）3月～2014年（平成26年）3月の間[5]。
- 第4普通科連隊（帯広駐屯地）第5旅団：2004年（平成16年）3月～2011年（平成23年）4月の間。
- 第52普通科連隊（真駒内駐屯地）北部方面混成団：2011年（平成23年）4月22日新編。
- 第38普通科連隊（多賀城駐屯地）東北方面混成団：2006年（平成18年）3月、第6師団隷下から異動。
- 第31普通科連隊（武山駐屯地）東部方面混成団：2011年（平成23年）4月、第1師団隷下から異動。
- 第48普通科連隊（相馬原駐屯地）東部方面混成団：2013年（平成25年）3月、第12旅団隷下から異動。
- 第47普通科連隊（海田市駐屯地）中部方面混成団：2008年（平成20年）3月、第13旅団隷下から異動。
- 第49普通科連隊（豊川駐屯地）中部方面混成団：2014年（平成26年）3月、第10師団隷下から異動[3]。
- 第19普通科連隊（福岡駐屯地）西部方面混成団：2013年（平成25年）3月、第4師団隷下から異動。
- 第24普通科連隊（えびの駐屯地）西部方面混成団：2018年（平成30年）3月、第8師団隷下から異動。

## 大・中隊規模のコア部隊
- 前述の連隊のほか、当該師団・旅団隷下の特科連隊／隊内の中隊や施設大隊／中隊、偵察隊、後方支援連隊／隊などの部隊にもコア化された部隊が存在していたが、同師団・旅団隷下のコア連隊が方面混成団隷下に移行するのと同時期に廃止されている（詳細は当該師団・旅団等の部隊等沿革を参照のこと）。

- 2017年（平成29年）3月以降方面後方支援隊隷下に編成されている補給大隊（職種混成）および弾薬大隊（中隊）（武器科）はコア部隊である。主に補給（支）処・方面後方支援隊本部のある駐（分）屯地に編成される。

### 補給大隊
- 第101補給大隊（桂駐屯地）中部方面後方支援隊：2017年3月新編。
- 第102補給大隊（仙台駐屯地）東北方面後方支援隊：2018年3月新編。
- 第103補給大隊（霞ヶ浦駐屯地）東部方面後方支援隊：2018年3月新編。
- 第104補給大隊（島松駐屯地）北部方面後方支援隊：2019年3月新編。
- 第105補給大隊（目達原駐屯地）西部方面後方支援隊：2019年3月新編。

### 弾薬大隊
- 第101弾薬大隊（大分分屯地）西部方面後方支援隊：2018年（平成30年）3月27日新編。
- 第102弾薬大隊（北千歳駐屯地）北部方面後方支援隊：2019年（平成31年）3月26日新編。
- 第103弾薬大隊（目達原駐屯地）西部方面後方支援隊：2019年（平成31年）3月26日新編。

### 弾薬中隊
- 第301弾薬中隊（仙台駐屯地）東北方面後方支援隊：2017年（平成29年）3月27日新編。
- 第302弾薬中隊（霞ケ浦駐屯地）東部方面後方支援隊：2017年（平成29年）3月27日新編。
- 第303弾薬中隊（祝園分屯地）中部方面後方支援隊：2017年（平成29年）3月27日新編。

### 補給大隊・弾薬大（中）隊の沿革
- 2017年（平成29年）3月27日：
  1. 東北方面後方支援隊に第301弾薬中隊を仙台駐屯地で新編。
  2. 東部方面後方支援隊に第302弾薬中隊を霞ケ浦駐屯地で新編。
  3. 中部方面後方支援隊に第101補給大隊を桂駐屯地で、第303弾薬中隊を祝園分屯地で新編。

- 2018年（平成30年）3月27日：
  1. 東北方面後方支援隊に第102補給大隊を仙台駐屯地で新編。
  2. 東部方面後方支援隊に第103補給大隊を霞ヶ浦駐屯地で新編。
  3. 西部方面後方支援隊に第101弾薬大隊を大分分屯地で新編。
- 2019年（平成31年）3月26日：
  1. 北部方面後方支援隊に第104補給大隊を島松駐屯地、第102弾薬大隊を北千歳駐屯地で新編。
  2. 西部方面後方支援隊に第105補給大隊と第103弾薬大隊を目達原駐屯地で新編。

## 小隊規模のコア部隊

### 施設小隊
- 第301施設小隊

- 第302施設小隊

施設小隊の沿革
- 2008年（平成20年）3月26日：
  1. 第304施設隊の築城・障害小隊を廃止し、第301施設小隊「築城・障害（コア部隊）」を新編。4個小隊から、3個小隊ヘ改編。
  2. 第305施設隊の築城・障害小隊を廃止し、第302施設小隊「築城・障害（コア部隊）」を新編。4個小隊から、3個小隊ヘ改編。
- 2017年（平成29年）3月27日：
  1. 第304施設隊の第301施設小隊「築城・障害（コア部隊）」を廃止し、施設小隊（D）。ヘ改編。
  2. 第305施設隊の第302施設小隊「築城・障害（コア部隊）」を廃止し、施設小隊（D）。ヘ改編。